# ジョンリル・カシメロ
ジョンリル・カシメロ（John Riel Casimero、1989年2月13日 - ）は、フィリピンのプロボクサー。元IBF・WBO暫定世界ライトフライ級王者。元IBF世界フライ級王者。元WBO世界バンタム級王者。世界3階級制覇王者。

## 来歴
2007年6月3日、プロデビュー。4回判定勝ち。
2008年8月23日、ロデル・クイラトンとフィリピンPBFフライ級王座決定戦を行い、3-0の判定勝ちを収め王座獲得に成功した。同王座は1度も防衛することなく返上した。

### ライトフライ級
2008年10月3日、リエンペット・ソー・ウィラポンとWBOアジア太平洋ライトフライ級王座決定戦を行い、5回1分2秒TKO勝ちを収め王座獲得に成功した。
2009年5月28日、アーデン・ディアレとWBOアジア太平洋ライトフライ級タイトルマッチを行い、8回1分42秒KO勝ちを収め初防衛に成功した。
2009年12月19日、ニカラグアのマナグアのエスタディオ・ナシオナルで元WBA世界ライトフライ級暫定王者セサール・カンチラとWBO暫定世界同級王座決定戦を行い、公開判定では10回0-3（94-95×3）の僅差でリードされていたものの、11回1分40秒逆転TKO勝ちを収め、王座獲得に成功した。
2010年7月24日、メキシコのシナロア州ロスモチスのポリデポルティーボ・センテナリオでラモン・ガルシアとWBO暫定世界同級タイトルマッチを行うも、初黒星となる12回1-2(115-113、2者が113-115)の僅差判定負けを喫し、初防衛に失敗し王座から陥落した。

### フライ級
2011年3月26日、南アフリカ共和国のハウテン州ヨハネスブルグのナスレック・インドア・アリーナでIBF世界フライ級王者モルティ・ムザラネとIBF世界同級タイトルマッチを行うも、ムザラネの右フック一撃でレフェリーストップがかかり自身初のKO負けとなる5回1分50秒TKO負けを喫し、2階級制覇に失敗した。

### ライトフライ級復帰
2012年2月10日、アルゼンチンのブエノスアイレス州マル・デル・プラタのクルブ・アトレティコ・オンセ・ウニドスで元IBF世界ライトフライ級王者ルイス・アルベルト・ラサルテとIBF世界同級正規王者ウリセス・ソリスの長期休養に伴うIBF世界同級暫定王座決定戦を行い、ダウンの応酬になり10回1分9秒TKO勝ちを収め王座獲得に成功した。
2012年7月31日、長期休養中のIBF世界ライトフライ級正規王者ウリセス・ソリスの復帰の目処が立たないことからIBFはソリスの王座を剥奪し、カシメロは暫定王者から正規王者に昇格した。
2012年8月4日、メキシコのシナロア州マサトランのセントロ・デ・コンベンシオネスでペドロ・ゲバラとIBF世界ライトフライ級タイトルマッチを行い、12回2-1（116-111、114-113、113-114）の判定勝ちを収め、初防衛に成功した。
2013年3月16日、パナマのパナマシティにあるメガポリス・コンベンションセンターにて、指名挑戦者のルイス・アルベルト・リオスとIBF世界ライトフライ級タイトルマッチを行い、3-0の判定勝ちで2度目の防衛に成功した。
2013年10月26日、マカティのマカティ・コロシアムにて、フェリペ・サルゲロとIBF世界ライトフライ級タイトルマッチを行い、11回1分34秒TKO勝ちを収め3度目の防衛に成功した。
2014年5月3日、セブ市のウォーターフロント・セブシティ・ホテル&カジノでIBF世界ライトフライ級13位のマウリシオ・フェンテスとIBF世界同級タイトルマッチを行う予定だったが、前日計量で5.25ポンド（2.4キロ）の計量オーバーとなり体重超過で王座を剥奪された。フェンテスが勝った場合のみ王座獲得となる条件で試合が行われたが、カシメロが3度のダウンを奪う初回2分59秒KO勝ちとなったため王座は空位となった。

### フライ級復帰
2014年12月13日、メキシコのヌエボ・レオン州ペスケリアでIBF世界フライ級4位のアルマンド・サントスとIBF世界フライ級挑戦者決定戦を行い、2回24秒TKO勝ちを収めアムナット・ルエンロンへの挑戦権を獲得した。
2015年6月7日、タイのバンコクのインドア・スタジアム・フアマークでIBF世界フライ級王者アムナット・ルエンロンとIBF世界同級タイトルマッチを行うも、12回0-3（110-116、110-115、112-113）の判定負けを喫し2階級制覇に失敗した。試合後、IBFがカシメロの抗議でアムナット対カシメロ戦のスコアカードの再点検を実施。レフェリーの不手際が発覚したため、レフェリーを務めたラリー・ドンガットに対してIBF公認レフェリー資格剥奪の処分を下し、アムナットとカシメロに対し再戦指令を出した。
2016年5月25日、北京の北京国家体育場内ダイヤモンド・スタジアムでIBF世界フライ級王者アムナット・ルエンロンとIBF世界同級タイトルマッチで再戦し、アムナットにペースを握られたかに思われたが、4回に2度ダウンを奪い4回2分10秒逆転KO勝ちを収め、2階級制覇を達成した。前日計量は異例の万里の長城で行われ、一時アムナットとカシメロがあわや計量失格になるところだったが、結局プロモーションでの撮影だったことが判明。その後北京の年次総会会場近くのホテルに戻りアムナットとカシメロがリミットでパスをして事なきを得た。
2016年9月10日、ロンドンのO2アリーナでゲンナジー・ゴロフキン対ケル・ブルックの前座でIBF世界フライ級14位でWBCインターナショナル同級シルバー王者チャーリー・エドワーズとIBF世界同級タイトルマッチを行い、10回にダウンを奪い、再開後に連打を浴びせてレフェリーがストップ。10回57秒TKO勝ちを収め初防衛に成功した。
2016年12月20日、スーパーフライ級に転向する為にIBF世界フライ級王座を返上した。

### スーパーフライ級
2017年9月16日、セブ市のウォーターフロント・セブシティ・ホテル&カジノでIBF世界スーパーフライ級8位のジョナス・スルタンとIBF世界同級挑戦者決定戦を行い、12回0-3（111-117、112-116、113-115）の判定負けを喫しヘルウィン・アンカハスへの挑戦権獲得に失敗した。

### バンタム級
2019年4月20日、ディグニティ・ヘルス・スポーツ・パークでリカルド・エスピノサとWBO世界バンタム級暫定王座決定戦を行い、12回KO勝ちを収め王座獲得に成功、3階級制覇を達成した。
2019年8月24日、マニラのメトロマニラでセサール・ラミレスと対戦し、10回2分23秒KO勝ちを収めWBO王座の初防衛に成功した。
2019年11月30日、バーミンガムのバークレイカード・アリーナでWBO世界バンタム級正規王者ゾラニ・テテと王座統一戦を行い、3回2分14秒TKO勝ちを収め王座統一に成功、正規王者になった。
2020年1月31日、WBAスーパー・IBF世界バンタム級王者の井上尚弥が日本で会見し、4月25日にラスベガスのマンダレイ・ベイ・イベント・センターでカシメロと三団体王座統一戦を行うことを正式発表した。この会見にビザが下りず参加できなかったカシメロも、2月5日にフィリピンで対戦発表の会見を行った。しかし、3月17日に井上との三団体王座統一戦は新型コロナウイルス感染拡大の影響を受け延期されると発表された。
2020年9月26日、コネチカット州のモヒガン・サン・カジノでWBO世界バンタム級11位のデューク・ミカーと対戦し、3回TKO勝ちを収めWBO王座の3度目の防衛に成功した。
2021年4月15日、プレミア・ボクシング・チャンピオンズとShowtimeが、WBA世界バンタム級レギュラー王者ギレルモ・リゴンドウとWBO世界バンタム級王者ジョンリル・カシメロが8月14日に対戦することを発表した。2021年6月19日、ヴァージン・シアターで行われたWBAスーパー・IBF世界バンタム級王者井上尚弥対マイケル・ダスマリナスの試合をリングサイドで観戦、試合を中継したWOWOWのインタビューで井上との対戦を熱望し、また8月14日の対戦相手がリゴンドウからWBC王者ノニト・ドネアに変更になったことを明らかにした。しかし、その発表からわずか6日後の26日にドネア陣営が、カシメロ陣営がVADA（ボランティア・アンチドーピング協会）への書類提出が5日間遅れた事（ただしこれはあくまでドネア陣営の主張であり、VADAは6月25日にカシメロ陣営に正式に連絡を取って、翌26日の午後早くにはカシメロ陣営から登録書類を受け取り、その数時間後には検査プログラムに登録が完了（契約の登録期限は6月27日まで）したと確認している）や、ドネアのマネジャーでもあるレイチェル夫人への無礼な態度を問題視し統一戦をキャンセルすると発表、このため当初の予定通りリゴンドウ対カシメロが行われることになった。
2021年8月14日、アメリカ合衆国カリフォルニア州カーソンにてWBA世界バンタム級レギュラー王者ギレルモ・リゴンドウとWBO世界同級タイトルマッチを行い、12回2-1(116-112、117-111、113-115)の判定勝ちを収め4度目の防衛に成功した。この試合はWBOが最上位になるWBAスーパー王者しか認めていないため統一戦として認めず、カシメロのWBO王座のみを懸けて行われ、またWBAはリングに上がった時点でリゴンドウからWBAレギュラー王座を剥奪した。この試合でカシメロは175,000ドル（約1950万円）、リゴンドウは20万ドル（約2200万円）のファイトマネーを稼いだ。
2021年12月11日、ドバイでWBO世界バンタム級1位ポール・バトラーとの防衛戦の前日計量をウイルス性胃腸炎のため欠席し、試合は中止になった。WBOはカシメロ陣営に10日以内に医学的根拠となる医療診断書を提出するよう命じた。
2022年2月22日、カシメロが2021年6月7日にフィリピン・タギッグ市のホテルで17歳の少女に不適切な性的虐待を行ったとして、被害者の少女から告発された。
2022年4月22日、イギリスでポール・バトラーとの防衛戦が再設定されていたが、英国ボクシング管理委員会の医療ガイドラインで禁止されている、試合直前のサウナを使用しての減量を行っていたことが発覚したため、20日に試合は中止になった。
2022年5月3日、カシメロの度重なる試合キャンセルを重く見たWBO執行委員会は、全会一致でカシメロの王座剥奪を正式決定した。

### スーパーバンタム級
2022年12月3日、1年4か月ぶりの試合を韓国・仁川のパラダイスシティでWBO世界スーパーバンタム級7位の赤穂亮と同級10回戦で対戦。2回に赤穂のカウンターでダウンを喫した後、カシメロのパンチが赤穂の後頭部にヒットすると、赤穂は、グローブで後頭部を抑えて、ラビットパンチによるダメージを訴え、そのままコーナーにしゃがみこんだため、レフェリーが、セコンドに椅子を出させて5分間の休憩を与えたが、足がもつれるなどダメージが深く試合続行不可能となった為、試合を管轄した韓国ボクシングコミッションのKBM（韓国には複数のボクシングコミッションがある）は、映像を見直すなど協議し、後頭部へのパンチは複数回あったが、いずれも故意ではない偶発的なものだったとして、カシメロの反則はとらず、KBMのローカルルールにより無効試合と裁定を下した。しかしその後、フィリピンのゲーム・アミューズメント委員会（GAB）が、異議を申し立てて試合の再検証を求め、KBMに赤穂陣営から「赤穂は『自分のKO負け』だと主張。横浜光ジムも赤穂のKO負けを認めた。赤穂は『ダメージはカシメロの後頭部への打撃の衝撃によるものではなかった』とし『一旦休んで再開しようとしたが、無理だった』とあきらめて自分のKO負けを認めた」といった内容の手紙が送られたことが決め手となり、12月21日に韓国ボクシングコミッションのKBMは、赤穂は後頭部を打たれる前にダメージを受けており、試合続行不可能になったのは後頭部へのパンチが原因ではないとして、試合結果を無効試合からカシメロのKO勝ちへ変更した。
2023年2月4日、伊藤雅雪が代表を務めるプロモーション会社トレジャー・ボクシング・プロモーションと契約した。
2023年10月12日、有明アリーナにて初来日試合として元IBFスーパーバンタム級王者の小國以載と同級10回戦を行うも、偶然のバッティングで小國が頭部を負傷、4回27秒負傷引き分けで終わった。
2024年10月13日、横浜武道館にてWBO世界バンタム級8位サウル・サンチェスとスーパーバンタム級10回戦を行う予定だったが、カシメロは前日計量の1回目の計量で1kg体重超過、2回目の計量でも600g体重超過し計量失格となり、そのため試合当日の午前10時45分に行われる計量で58.0kg以下であれば試合を行うことをサンチェス陣営と合意。当日計量を58.0kgでパスして試合を行い、カシメロが開始20秒でダウンを奪い、さらに左フックで二度目のダウンを奪うと立ち上がったサンチェスに連打を浴びせレフェリーストップで1回2分41秒でTKO勝ちとなった。
2024年10月16日、日本ボクシングコミッション（JBC）はカシメロを「オーバーウエイトによる契約不履行」との理由で1年間招聘禁止とすることを発表した。

## 戦績
- プロボクシング：39戦 34勝 (23KO) 4敗 1分

| 戦           | 日付           | 勝敗 | 時間     | 内容         | 対戦相手                     | 国籍             | 備考                                                    |
| ------------ | -------------- | ---- | -------- | ------------ | ---------------------------- | ---------------- | ------------------------------------------------------- |
| 1            | 2007年6月3日   | ☆    | 4R       | 判定 3-0     | ロベルト・バヨ               | フィリピン       | プロデビュー戦                                          |
| 2            | 2007年8月16日  | ☆    | 1R 終了  | TKO          | アンドリュー・パル           | フィリピン       |                                                         |
| 3            | 2007年8月26日  | ☆    | 6R       | 判定 3-0     | ロエル・ホノール             | フィリピン       |                                                         |
| 4            | 2007年12月16日 | ☆    | 2R 1:04  | KO           | ドドン・サルデ               | フィリピン       |                                                         |
| 5            | 2008年1月12日  | ☆    | 6R       | 負傷判定 3-0 | ロヘン・フローレス           | フィリピン       |                                                         |
| 6            | 2008年3月29日  | ☆    | 3R       | KO           | エロメ・ボントグ             | フィリピン       |                                                         |
| 7            | 2008年4月21日  | ☆    | 8R       | 判定 2-0     | ダリュール・アモンシオ       | フィリピン       |                                                         |
| 8            | 2008年6月12日  | ☆    | 1R       | KO           | ロエル・ホノール             | フィリピン       |                                                         |
| 9            | 2008年7月17日  | ☆    | 3R       | TKO          | ロエマルト・センティジャス   | フィリピン       |                                                         |
| 10           | 2008年8月23日  | ☆    | 10R      | 判定 3-0     | ロデル・クイラトン           | フィリピン       | PBF比国フライ級王座決定戦                               |
| 11           | 2008年10月3日  | ☆    | 5R 1:02  | TKO          | リエンペット・ソーウィラポン | タイ             | WBOアジアパシフィックライトフライ級王座決定戦           |
| 12           | 2009年5月8日   | ☆    | 8R       | 判定 3-0     | アラン・ラナダ               | フィリピン       |                                                         |
| 13           | 2009年5月28日  | ☆    | 5R 1:42  | KO           | アーデン・ディアレ           | フィリピン       | WBOアジアパシフィック防衛1                              |
| 14           | 2009年12月9日  | ☆    | 11R 1:40 | TKO          | セサール・カンチラ           | コロンビア       | WBO暫定世界ライトフライ級王座決定戦                     |
| 15           | 2010年7月24日  | ★    | 12R      | 判定 1-2     | ラモン・ガルシア             | メキシコ         | WBO暫定陥落                                             |
| 16           | 2011年3月26日  | ★    | 5R 1:50  | TKO          | モルティ・ムザラネ           | 南アフリカ共和国 | IBF世界フライ級タイトルマッチ                           |
| 17           | 2011年10月5日  | ☆    | 1R       | TKO          | ロエマルト・センティジャス   | フィリピン       |                                                         |
| 18           | 2012年2月10日  | ☆    | 10R 1:09 | TKO          | ルイス・アルベルト・ラサルテ | アルゼンチン     | IBF暫定世界ライトフライ級王座決定戦→正規王座に認定      |
| 19           | 2012年8月4日   | ☆    | 12R      | 判定 2-1     | ペドロ・ゲバラ               | メキシコ         | IBF防衛1                                                |
| 20           | 2013年3月6日   | ☆    | 12R      | 判定 3-0     | ルイス・アルベルト・リオス   | パナマ           | IBF防衛2                                                |
| 21           | 2013年10月26日 | ☆    | 11R 1:34 | TKO          | フェリペ・サルゲロ           | メキシコ         | IBF防衛3                                                |
| 22           | 2014年5月3日   | ☆    | 1R 2:59  | KO           | マウリシオ・フェンテス       | コロンビア       | 体重超過により王座剥奪                                  |
| 23           | 2014年12月13日 | ☆    | 2R 0:24  | TKO          | アルマンド・サントス         | メキシコ         | IBF世界フライ級挑戦者決定戦                             |
| 24           | 2015年6月27日  | ★    | 12R      | 判定 0-3     | アムナット・ルエンロン       | タイ             | IBF世界フライ級タイトルマッチ                           |
| 25           | 2016年5月25日  | ☆    | 4R 2:10  | KO           | アムナット・ルエンロン       | タイ             | IBF世界フライ級タイトルマッチ                           |
| 26           | 2016年9月10日  | ☆    | 10R 0:57 | TKO          | チャーリー・エドワーズ       | イギリス         | IBF防衛1→返上                                           |
| 27           | 2017年6月25日  | ☆    | 6R       | 判定 3-0     | ジェッカー・ブハウェ         | フィリピン       |                                                         |
| 28           | 2017年9月16日  | ★    | 12R      | 判定 0-3     | ジョナス・スルタン           | フィリピン       | IBF世界スーパーフライ級挑戦者決定戦                     |
| 29           | 2018年7月21日  | ☆    | 2R 1:41  | TKO          | ホセ・ペチ                   | メキシコ         |                                                         |
| 30           | 2019年2月16日  | ☆    | 6R 0:47  | TKO          | 山下賢哉（古口）             | 日本             |                                                         |
| 31           | 2019年4月20日  | ☆    | 12R 0:44 | KO           | リカルド・エスピノサ         | メキシコ         | WBO暫定世界バンタム級王座決定戦                         |
| 32           | 2019年8月24日  | ☆    | 10R 2:23 | KO           | セサール・ラミレス           | メキシコ         | WBO暫定防衛1                                            |
| 33           | 2019年11月30日 | ☆    | 3R 2:14  | TKO          | ゾラニ・テテ                 | 南アフリカ共和国 | WBO世界バンタム級王座統一戦 WBO暫定防衛2→正規王座に認定 |
| 34           | 2020年9月26日  | ☆    | 3R 0:54  | TKO          | デューク・ミカー             | ガーナ           | WBO防衛3                                                |
| 35           | 2021年8月14日  | ☆    | 12R      | 判定 2-1     | ギレルモ・リゴンドウ         | キューバ         | WBO防衛4→剥奪                                           |
| 36           | 2022年12月3日  | ☆    | 2R 2:25  | KO           | 赤穂亮（横浜光）             | 日本             |                                                         |
| 37           | 2023年5月13日  | ☆    | 12R      | 判定 3-0     | フィリップス・ンギーチュバ   | ナミビア         | WBOグローバルスーパーバンタム級タイトルマッチ           |
| 38           | 2023年10月12日 | △    | 4R 0:27  | 負傷         | 小國以載（角海老宝石）       | 日本             |                                                         |
| 39           | 2024年10月13日 | ☆    | 1R 2:41  | TKO          | サウル・サンチェス           | アメリカ合衆国   |                                                         |
| テンプレート |                |      |          |              |                              |                  |                                                         |

## 獲得タイトル
- フィリピンPBFフライ級王座[55]
- WBOアジア太平洋ライトフライ級王座
- WBO世界ライトフライ級暫定王座(防衛0)
- IBF世界ライトフライ級暫定王座(防衛0=正規王座に認定)
- IBF世界ライトフライ級王座（防衛3）
- IBF世界フライ級王座（防衛1=返上）
- WBO世界バンタム級暫定王座（防衛2=正規王座に認定）
- WBO世界バンタム級王座（防衛2=剥奪）
- WBOグローバルスーパーバンタム級王座